# Rio Dosu Pădurii
O Rio Dosu Pădurii é um rio da Romênia, afluente do Zlagna, localizado no distrito de Sibiu.